# تحليل فلاش الليزر

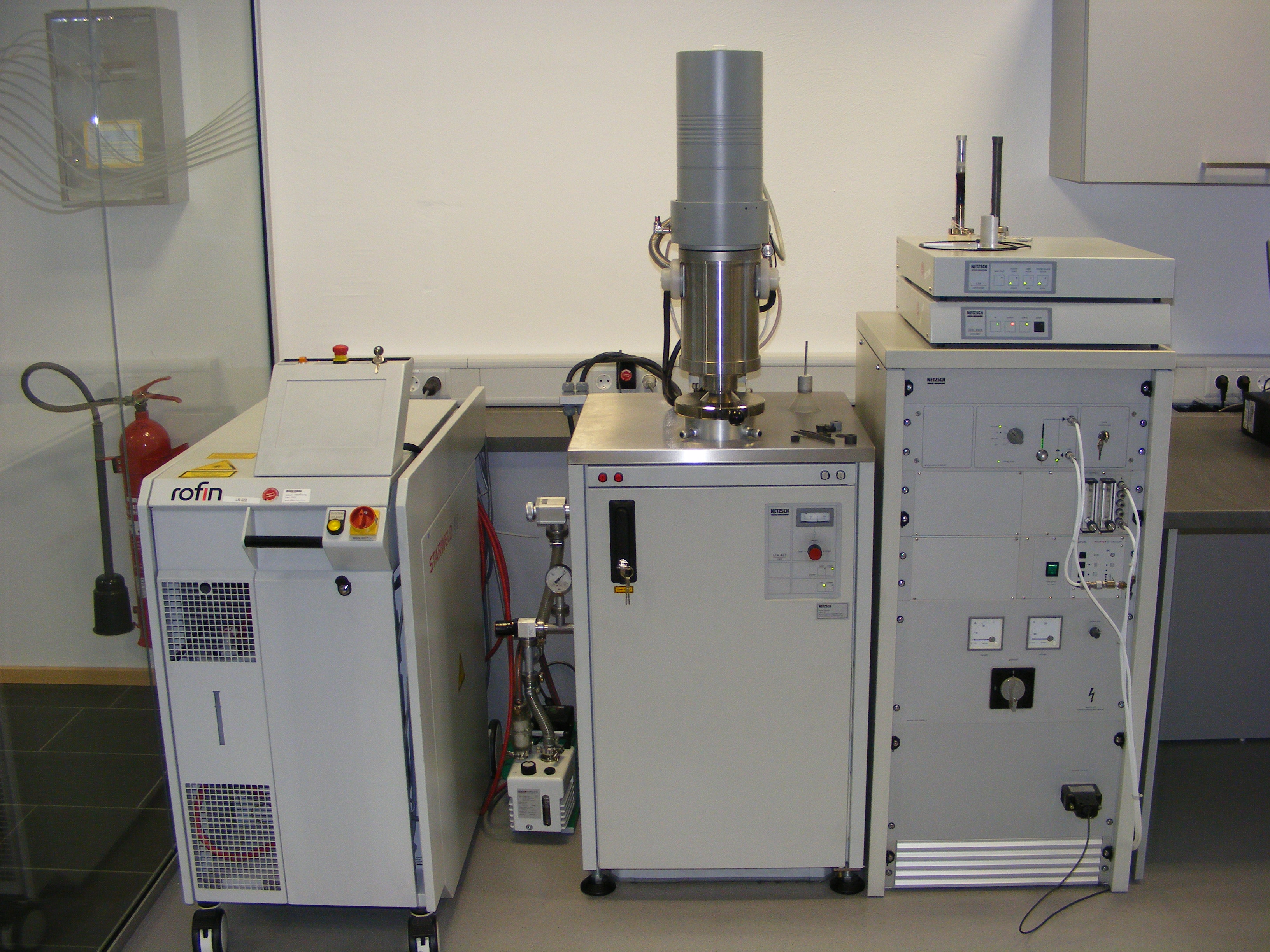
[ جهاز القياس

تحليل فلاش الليزر هي طريقة تستخدم لقياس الانتشار الحراري للعديد من المواد المختلفة . وتقوم نبضة الطاقة بتسخين جانب واحد من العينة .وبعد مرور زمن معين يختلف بين كل مادة وأخرى تصل الحرارة إلي الجانب الآخر .

وكلما كانت الانتشارية الحرارية للعينة أعلى، كلما كانت الطاقة تصل إلي الجزء الآخر أسرع .
وتكون العلاقة كالتالي :
{\displaystyle a=0.1388\cdot {\frac {d^{2}}{t_{1/2}}}}
حيث :
- a هي الانتشارية الحرارية
- d هي سمك العينة
- ِ{ t_{1/2 هي زمن منتصف أكبر قيمة

## مبادئ القياس

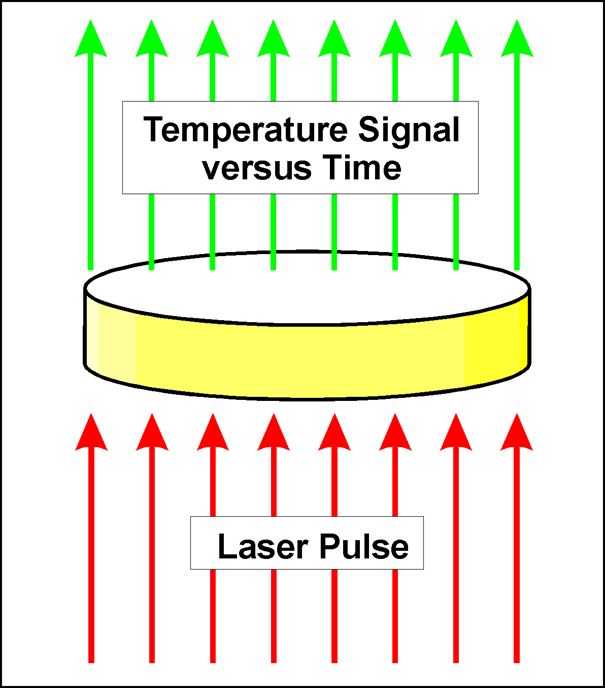
مبادئ القياس

قام باركر وآخرون في عام 1961 بتطوير طريقة فلاش الليزر .(1) بوضع مصدر للضوء (مثل الليزر أو مصباح فلاش) باتجاه عمودي على العينة فتسخن الجانب السفلي للعينة ويحسب الزمن اللازم لوصول الحرارة إلي الجانب العلوي . ولقياس الانتشارية الحرارية التي تعتمد بشكل أساسي على الزمن ودرجات الحرارة المختلفة يمكن وضع العينة في فرن له درجة حرارة ثابتة .
الظروف المثالية هي :
- أن تكون المادة متجانسة .
- أن تكون الطاقة التي تتعرض لها العينة متجانسة .
- نبضة تعتمد على الوقت، على شكل دالة ديراك .

وقد بذلت العديد من التحسينات على النماذج . ففي عام 1963 قام كوان بأخذ الإشعاع والحمل الحراري في عين الاعتبار . (2) 

بينما قام كيب وليمان في نفس العام بالنظر في كيفية انتقال الحرارة ، وتأثير النبضات، والخسائر الحرارية . (3) 

وقام بلوم وأوبفرمان بتحسين نموذج كيب وليمان (4)(5)